# Conte di Dorset
I titoli di conte e duca di Dorset sono titoli ereditari della nobiltà britannica nella Parìa inglese (Pari d'Inghilterra).
Il titolo conte di Dorset fu creato la prima volta nel 1070 circa per Osmund, o Osmer, che si dice sia stato creato conte nelle cronache dell'epoca. William de Mohun viene talvolta indicato come conte di Dorset o Somerset.
Il titolo venne ufficialmente creato nel 1411 per Thomas Beaufort, che ricevette in seguito il titolo di duca di Exeter. Alla sua morte il titolo si estinse e fu ricreato una seconda volta nel 1441 per Edmund Beaufort, che ricevette in seguito i titoli di marchese di Dorset (1442) e duca di Somerset (1446). Tutti questi titoli si persero nel 1464. L'ultima creazione del titolo avvenne nel 1604 per Thomas Sackville, già barone Buckhurst. Nel 1720 il settimo conte di Dorset ricevette il titolo di duca di Dorset. Alla morte del quinto duca nel 1843, il titolo si perse definitivamente e la casata si estinse.

## Elenco dei conti e dei duchi di Dorset

### Conti di Dorset; prima creazione (1070)
- Osmund de Sees, conte di Dorset (m. 1099)

### Conti di Dorset; seconda creazione (1411)
- vedi Duca di Exeter

### Conti di Dorset; terza creazione (1441)
- vedi Duca di Somerset

### Conti di Dorset; quarta creazione (1604)
- Thomas Sackville, I conte di Dorset (1527-1608)
- Robert Sackville, II conte di Dorset (1561-1609)
- Richard Sackville, III conte di Dorset (1589-1624)
- Edward Sackville, IV conte di Dorset (1590-1652)
- Richard Sackville, V conte di Dorset (1622-1677)
- Charles Sackville, VI conte di Dorset (1638-1706)
- Lionel Sackville, VII conte di Dorset (1688-1765)

Nel 1720 Lionel divenne duca di Dorset

### Duchi di Dorset (1720)
- Lionel Sackville, I duca di Dorset (1688-1765)
- Charles Sackville, II duca di Dorset (1711-1769)
- John Sackville, III duca di Dorset (1745-1799)
- George Sackville, IV duca di Dorset (1793-1815)
- Charles Sackville-Germain, V duca di Dorset (1767-1843) (Casata estinta nel 1843)